# (1610) Mirnaya
(1610) Mirnaya – planetoida z pasa głównego asteroid okrążająca Słońce w ciągu 3 lat i 99 dni w średniej odległości 2,2 au. Została odkryta 11 września 1928 roku w Obserwatorium Simejiz na górze Koszka na Półwyspie Krymskim przez Piełagieję Szajn. Nazwa planetoidy po rosyjsku oznacza "dla pokoju". Przed nadaniem nazwy planetoida nosiła oznaczenie tymczasowe (1610) 1928 RT.